# Орловка (Измаильский район)
Орло́вка (укр. Орлівка) — посёлок в Ренийской городской общине Измаильского района Одесской области Украины. Расстояние до центра общины — 24 км.
Самый южный населённый пункт на территории Одесской области.
На территории работают больше 10 продуктовых магазина, большой строительный магазин, авто-мото магазин запчастей, ветеринарная аптека, парикмахерская, больница, аптека, пожарная часть, школа, дом культуры, большая библиотека, детский садик, торжественные залы, автозаправка Petromol…

## История
На окраинах Орловки обнаружены остатки поселений эпохи меди (гумельницкая культура, 4-е тысячелетие до н. э.), бронзы (2-е тысячелетие до н. э.), а также поселение раннего железа (VII—VI вв. до н. э.), на территории которого римляне в I—III вв. н. э. построили крепость. Известен гето-дакийский могильник IV—III вв. до н. э. На территории посёлка в 1967 году был найден клад электровых древнегреческих монет, статеров, V—IV вв. до н. э., отчеканенных в городе Кизик (кизикинов). На момент находки это был крупнейший клад кизикинов в Северном Причерноморье (71 монета, доступная для исследования; впоследствии он был превзойдён Мирмекийским кладом из Керчи, обнаруженным в 2003 году, в котором было 99 монет). На восточном берегу озера Кагул в III—V вв. н. э. располагалось поселение черняховской культуры со смешанным населением.
Первое документальное свидетельство о посёлке Орловка привёл в своей книге Descriptio Moldaviae (Описание Молдовы), князь Дмитрий Кантемир 1714—1716 (Картал — Орёл с татарского языка, такое название существовало до 1945 года).
По Бухарестскому миру, подписанного 16/28 мая 1812 в конце русско-турецкой войны 1806—1812 гг, село вошло в состав Российской империи.
После Парижского договора 1856 года, положившего конец Крымской войне (1853—1856), Россия передала в Объединённые княжества Валахии и Молдавии (так до 1866 года называлась Румыния) полосу земли на юго-западе Бессарабии, после этой территориальные потери, Россия не имела доступа к Дунаю.
После мирного договора в Берлине в 1878 году, Румыния была вынуждена уступить территорию России.
В посёлке сохранился памятник, установленный в 1888 году в честь русских воинов, переправившихся через Дунай в 1828 году во время Русско-турецкой войны (1828—1829).
Советская власть установлена в декабре 1917 года. Румынские войска вступили в декабре 1917 и оккупировали всю Бессарабию в том числе и Орловка до 1940 г. находилась в составе Румынии.
В 1924 году в посёлке была раскрыта подпольная коммунистическая организация, члены которой принимали участие в Татарбунарском восстании.
В результате пакта Молотова — Риббентропа (1939), Бессарабия и Северная Буковина были присоединены к СССР 7 августа 1940 года. На территории южной Бессарабии была создана Измаильская область, которая была объединена с УССР.
Советская власть была восстановлена в июне 1940 года. В том же году основан колхоз «Искра». Восстановленный в 1946 году, он получил название «Пограничник».
На фронта́х Великой Отечественной войны сражались 243 выходца из посёлка; 98 из них отмечены правительственными наградами. За период войны от рук захватчиков погибли 145 жителей Картала. В июне—июле 1941 года в районе посёлка на протяжении месяца пограничники вели упорные бои, задержав этим форсирование Дуная румынскими войсками. В период оккупации посёлка румыны заключили в концентрационный лагерь членов сельсовета и активистов.
Посёлок Орловка был освобождён в результате Ясско-Кишинёвской операции в августе 1944 г.
В 4 км от посёлка сооружён памятник советским воинам-пограничникам, погибшим в 1941 году.
В 1945 г. Указом ПВС УССР село Картал переименовано в Орловку.
С 15 февраля 1954 после упразднения Измаильской области территория посёлка Орловка была передана в состав Одесской области УССР.

### Современное состояние
В посёлке имеются средняя школа, дом культуры со зрительным залом на 450 мест, две библиотеки с книжным фондом 16 тыс. экземпляров, фельдшерско-акушерский пункт, детский сад, отделение связи, сберегательная касса, строительный магазин, ветеринарная аптека, тренажёрный зал, 14 магазинов, столовая, авто и мото магазин запчастей, дом быта. За 1966—1976 года в посёлке построено 135 индивидуальных жилых домов

## Предприятия и учреждения
6 октября 2017 года Орловская школа отметила 160-летний юбилей.
ООО «Дунай-Агрос» — предприятие, производящее зерновые и зернобобовые культуры. В конце мая 2017 года на его полях прошёл сельскохозяйственный семинар.
В июле 2017 года был создан Орловский экологический парк «Картал».
Паромная переправа «Орловка — Исакча» сокращает до 200 км путь из Одессы в причерноморские регионы Румынии, Болгарии, Турции и некоторые районы Греции.

## Праздники
22 мая жители Орловки отмечают День посёлка (храмовый праздник) и День святого Николая Чудотворца.
Орловчане встречают Рождество Христово 25 декабря, несмотря на то, что в этом посёлке живут православные христиане.
В марте 2016 года Ассоциация молдаван Украины провела в Орловке областной фестиваль «Мэрцишор».

## Спорт
В Орловке культивируются два вида спорта — футбол и вольная борьба.

## Галерея

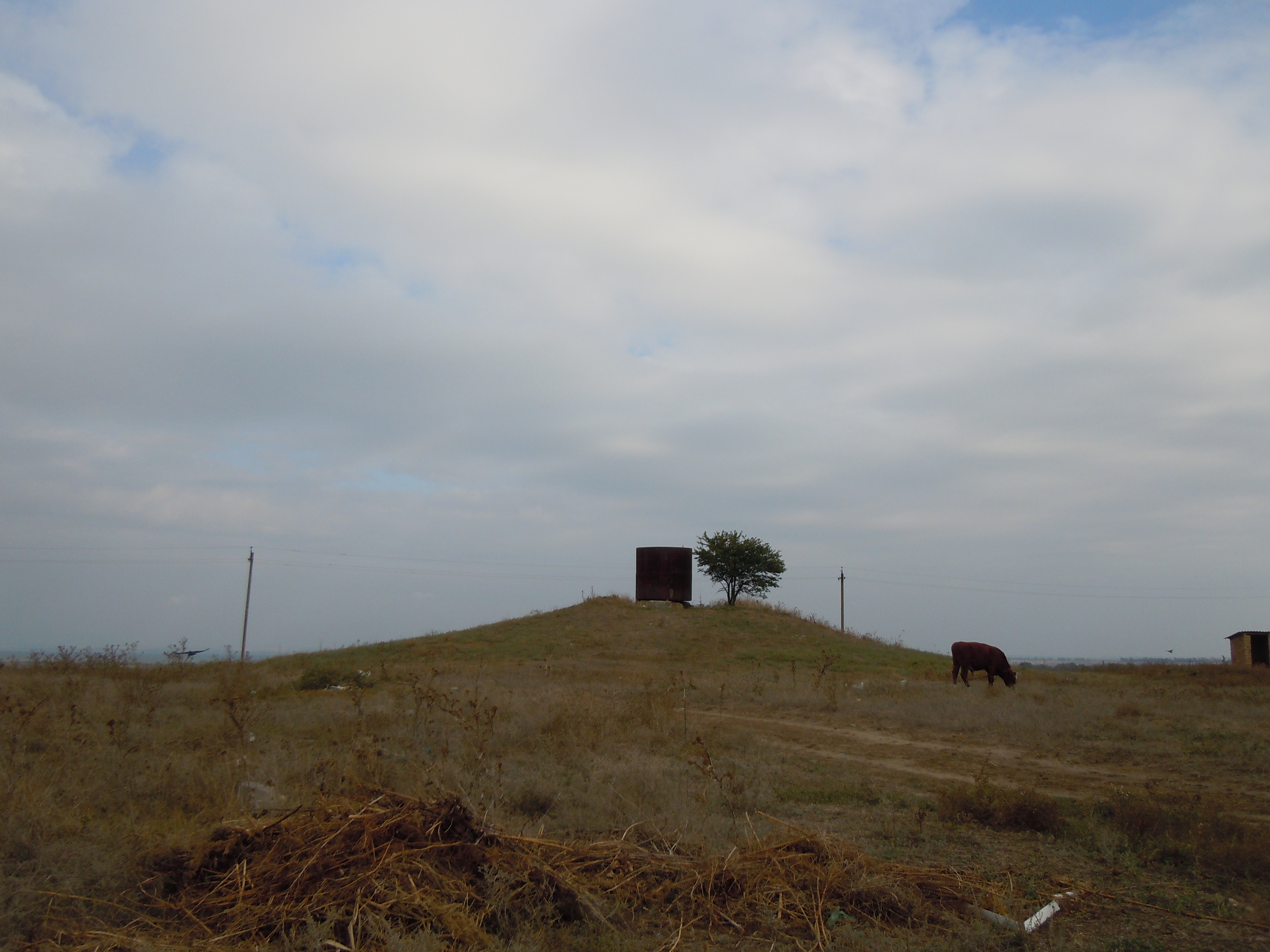
Могильник грунтовый
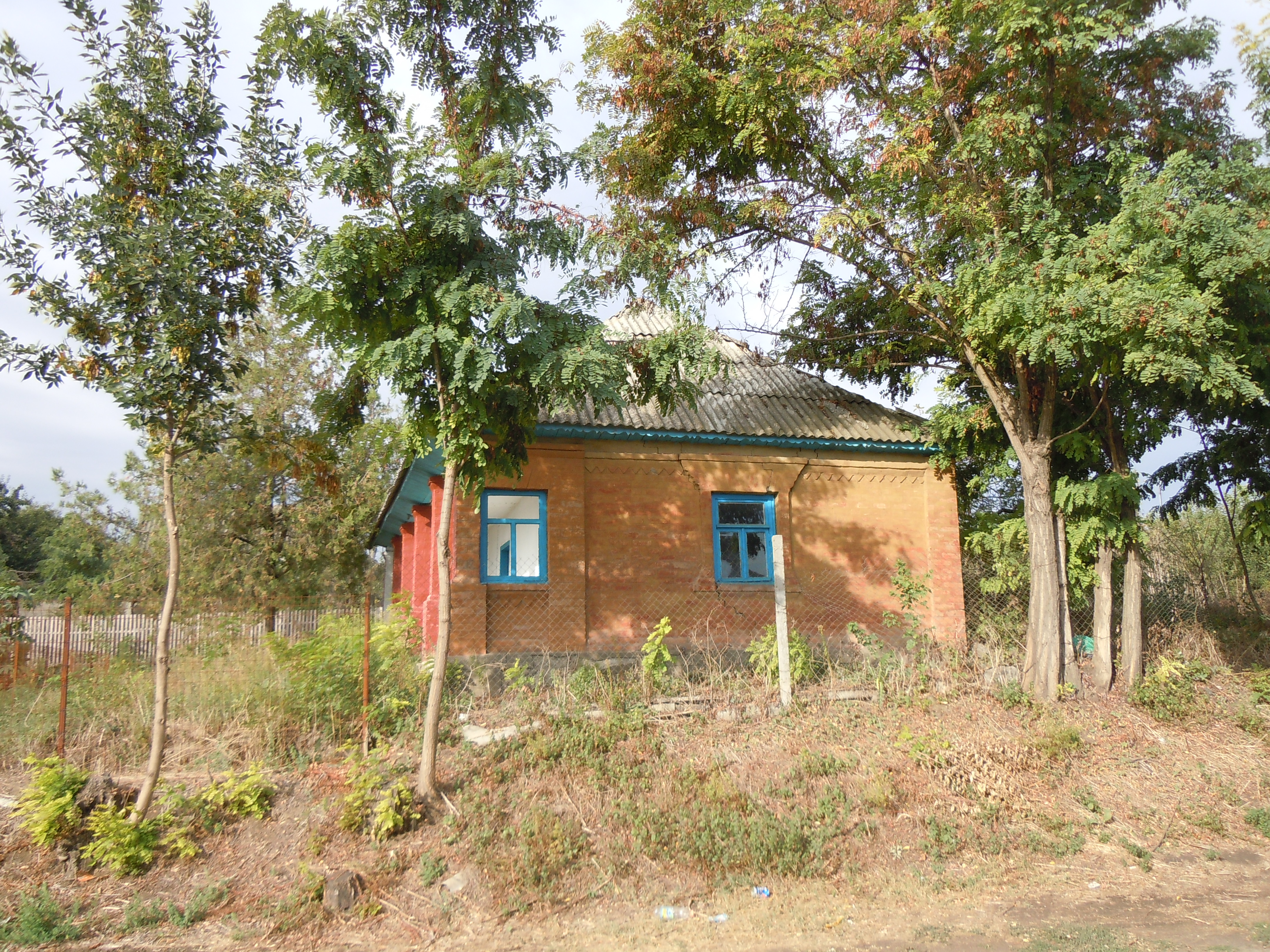
Старый дом
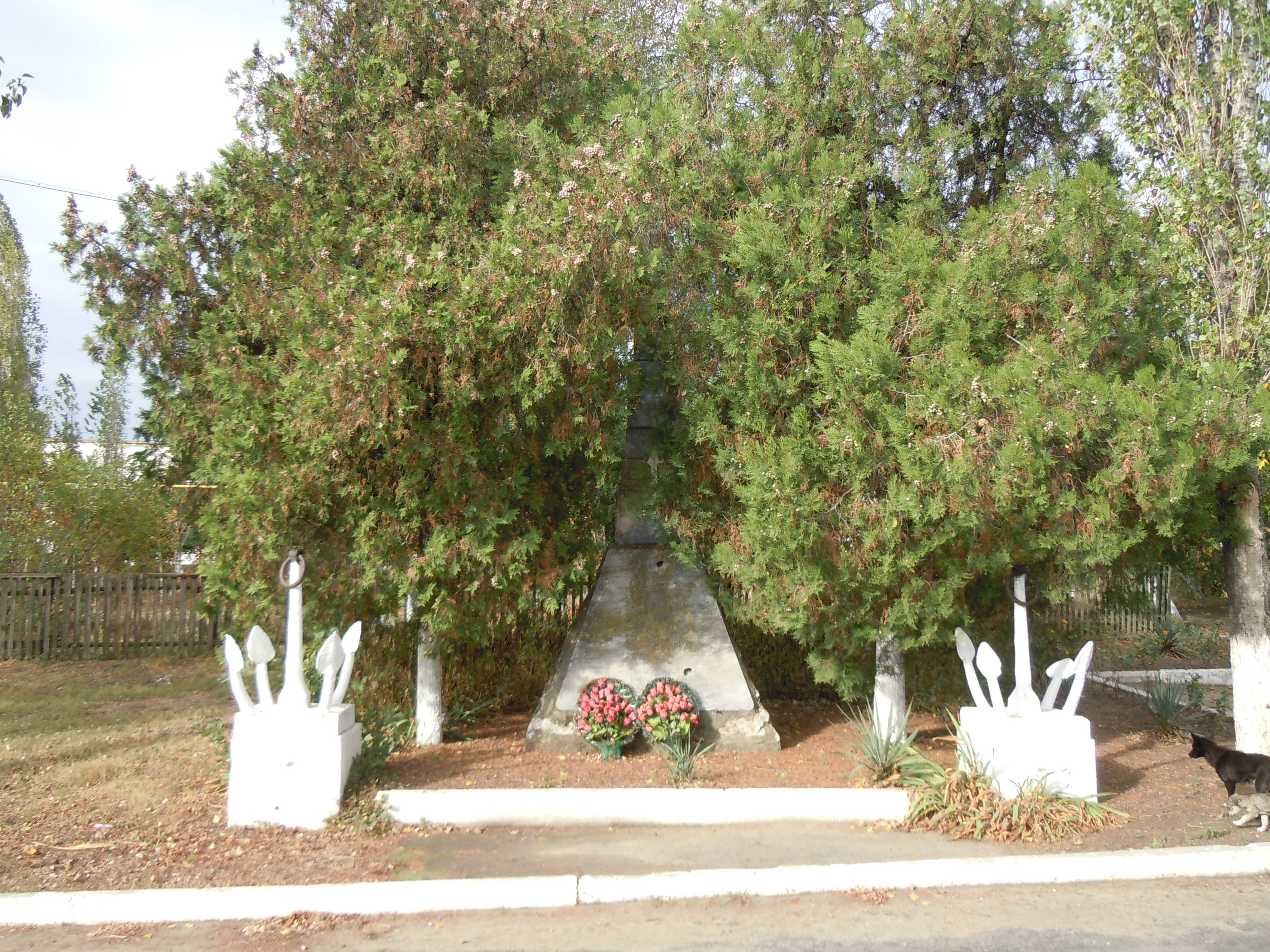
Памятник участникам Первой мировой войны
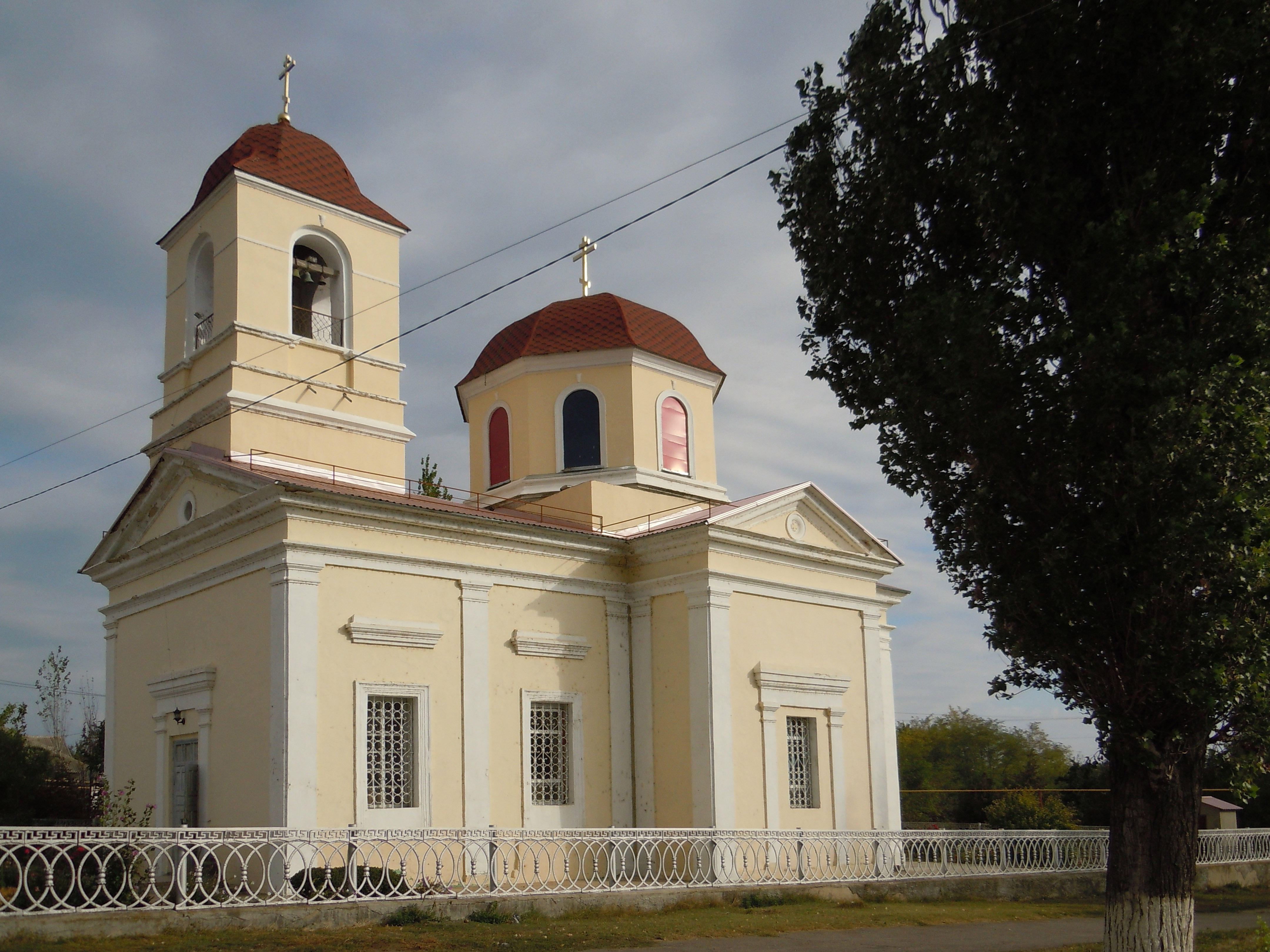
Свято-Николаевская церковь